# Schunder-Song
Schunder-Song ist ein Lied der deutschen Punkrock-Band Die Ärzte, das unter dem Titel Ein Song namens Schunder als erste Singleauskopplung ihres sechsten Studioalbums Planet Punk am 21. August 1995 veröffentlicht wurde.

## Inhalt
Der Schunder-Song handelt von einem Mobbingopfer, das von einer anderen Person und deren Freunden schikaniert wird, woraufhin es Rachegefühle entwickelt. Farin Urlaub singt in der ersten Strophe aus der Perspektive des Opfers über die Gewalt, die ihm durch seinen Peiniger widerfährt, während dieser von seinem Umfeld unterstützt wird. Im Refrain und der zweiten Strophe wendet sich schließlich das Blatt, als sich beide allein über den Weg laufen. Das Opfer sinnt nun auf Rache und verprügelt seinen Schikaneur, überlegt jedoch aus Angst vor weiteren Gewaltakten, umzuziehen. Der Titel ist angelehnt an Erik Schunder, ein Crewmitglied im Umfeld von Die Ärzte.

„Du hast mich so oft angespuckt, geschlagen und getreten

Das war nicht sehr nett von dir, ich hatte nie darum gebeten

Deine Freunde haben applaudiert, sie fanden es ganz toll

Wenn du mich vermöbelt hast, doch jetzt ist das Maß voll“

## Produktion
Der Song wurde von dem deutschen Musikproduzenten Uwe Hoffmann in Zusammenarbeit mit Die Ärzte produziert. Sänger Farin Urlaub fungierte als Autor.

## Musikvideo
Bei dem zu Schunder-Song gedrehten Musikvideo führte der Regisseur Kai Sehr Regie. Im Video spielen die drei Bandmitglieder Farin Urlaub, Bela B und Rodrigo González den Song auf einer Bühne, während sie komplett in Weiß gekleidet sind. Im Hintergrund befindet sich eine Treppe, auf der eine Gruppe Frauen in weißen Kleidern hinuntergeht, die anschließend mit in den Auftritt der Band eingebunden wird. Zwischendurch werden auch Posaunisten gezeigt und gegen Ende ist Farin Urlaub mit einem fehlenden Schneidezahn zu sehen.

## Single

### Covergestaltung
Das Singlecover zeigt das schwarz-weiße Foto eines jungen asiatischen Mannes mit freiem Oberkörper. Er hält zwei Torten in den Händen, beißt die Zähne zusammen und holt zum Angriff aus. Das Bild ist orange-grün eingerahmt. Die weißen Schriftzüge die Ärzte und Ein Song namens Schunder befinden sich am oberen bzw. unteren Bildrand.

### Titellisten
Single
1. Schunder-Song – 3:06
2. Regierung – 2:32

Maxi
1. Schunder-Song – 3:06
2. Is ja irre – 1:22
3. Regierung – 2:32
4. Unholy (Kiss-Cover) – 3:28

### Chartplatzierungen
Ein Song namens Schunder stieg am 4. September 1995 auf Platz 24 in die deutschen Singlecharts ein und erreichte vier Wochen später mit Rang vier die beste Platzierung. Insgesamt hielt sich das Lied 20 Wochen in den Top 100, davon fünf Wochen in den Top 10. Für eine Woche war das Stück das erfolgreichste deutschsprachige Lied in den Charts. In Österreich erreichte die Single Position 18 und hielt sich zwölf Wochen in den Charts, während sie in der Schweiz Platz elf belegte und sich 14 Wochen in den Top 100 halten konnte. In den deutschen Single-Jahrescharts 1995 erreichte der Song Rang 42.
| ChartsChartplatzierungen | Höchstplatzierung | Wochen |
| ------------------------ | ----------------- | ------ |
| Deutschland (GfK)        | 4 (20 Wo.)        | 20     |
| Österreich (Ö3)          | 18 (12 Wo.)       | 12     |
| Schweiz (IFPI)           | 11 (14 Wo.)       | 14     |

| ChartsJahrescharts (1995) | Platzierung |
| ------------------------- | ----------- |
| Deutschland (GfK)         | 42          |
| Schweiz (IFPI)            | 53          |

### Verkaufszahlen und Auszeichnungen
Ein Song namens Schunder wurde noch im Erscheinungsjahr für mehr als 250.000 Verkäufe in Deutschland mit einer Goldenen Schallplatte ausgezeichnet.

| Land/Region        | Auszeichnungen für Musikverkäufe (Land/Region, Auszeichnung, Verkäufe) | Verkäufe |
| ------------------ | ---------------------------------------------------------------------- | -------- |
| Deutschland (BVMI) | Gold                                                                   | 250.000  |
| Insgesamt          | 1× Gold ·                                                              | 250.000  |

Bei der Echoverleihung 1996 wurde Ein Song namens Schunder in der Kategorie Erfolgreichster nationaler Song des Jahres nominiert, unterlag jedoch Scatman (Ski-Ba-Bop-Ba-Dop-Bop) von Scatman John.